# Melhania minutissima
Melhania minutissima är en malvaväxtart som beskrevs av Bénédict Pierre Georges Hochreutiner. Melhania minutissima ingår i släktet Melhania och familjen malvaväxter. Inga underarter finns listade i Catalogue of Life.